# Medzany
Medzany est un village de Slovaquie situé dans la région de Prešov.

## Histoire
Première mention écrite du village en 1248.

## Démographie

### Évolution de la population
| Année:               | 1994. | 2004. | 2014.    | 2024.    |
| -------------------- | ----- | ----- | -------- | -------- |
| Nombre de personnes: | 525   | 609   | 815      | 1095     |
| Différence:          |       | +16 % | +33,82 % | +34,35 % |

| Année:               | 2023. | 2024.   |
| -------------------- | ----- | ------- |
| Nombre de personnes: | 1065  | 1095    |
| Différence:          |       | +2,81 % |